# Oblast de Balachov
Pour les articles homonymes, voir Balachov.
1954–1957
L'oblast de Balachov (en russe : Балашовская область, Balachovskaïa oblast’) est une division territoriale et administrative de la république socialiste fédérative soviétique de Russie, en Union soviétique. Fondée en 1954, elle fut supprimée en 1957. Sa capitale administrative était la ville de Balachov (aujourd'hui dans l'oblast de Saratov, en Russie).

## Histoire
L'oblast de Balachov fut créée par un décret du Præsidium du Soviet suprême de l'Union soviétique, le 6 janvier 1954. La nouvelle oblast regroupait des raïons (districts) détachés de quatre oblasts :  
- oblast de Saratov : villes de Balachov et Rtichtchevo ; raïons Arkadakski, Balachovski, Kazatckinski, Kistendeïski, Krassavski, Makarovski, Novo-Pokrovski, Rodnitchkovski, Romanovski, Rtichtchevski, Saltykovski, Samoïlovski, Tourkovski ;
- oblast de Stalingrad : raïons Boudarinski, Dobrinski, Elanski, Khopiorski, Kikvidzenski, Lemechkinski, Matchechanski, Nekhaïevski, Novo-Nikolaïevski, Ourioupinski, Roudnianski, Viazovski ;
- oblast de Voronej : raïons Alechkovski, Batchourovski, Verkhne-Karatchanski, Gribanovski, Kozlovski, Novokhopiorski, Peskovski, Polianski, Povorinski, Ternovski ;
- oblast de Tambov : raïons Moutchkapski et Chapkinski.

L'oblast de Balachov fut supprimée par un décret du Præsidium du Soviet suprême de la RSFSR le 19 novembre 1957. 
La création de l'oblast apporta des améliorations significatives à la ville de Balachov : les rues principales furent goudronnées, un grand nombre de logements furent construits ainsi que plusieurs hôtels. Après la suppression des institutions régionales, une partie du personnel se retrouva sans travail. Pour éliminer le chômage, l'usine de mica de Balachov fut établie dans les bâtiments occupés jusque-là par l'administration de l'oblast.

## Géographie
La superficie de l'oblast était de 38 418 km2. L'oblast de Balachov était bordée au nord par l'oblast de Penza, à l'est par l'oblast de Saratov, au sud par l'oblast de Stalingrad et à l'ouest par les oblasts de Voronej et de Tambov.

## Population
Sa population s'élevait à un peu plus de 900 000 habitants, la majorité vivant dans les zones rurales.

## Subdivisions
L'oblast de Balachov comptait :
- cinq villes, dont trois villes subordonnées à l'oblast (Balachov, Borissoglebsk, Rtichtchevo), deux villes subordonnées au raïon (Novokhopersk, Ourioupinsk) ;
- 38 raïons ;
- 364 communes rurales.

## Sources
- (ru) Cet article est partiellement ou en totalité issu de l’article de Wikipédia en russe intitulé « Балашовская область » (voir la liste des auteurs).